# Комсомольский (Калмыкия)
Комсомо́льский — посёлок (сельского типа) в Калмыкии, административный центр Черноземельского района и Комсомольского сельского муниципального образования. Расположен в 190 км к юго-востоку от города Элиста.
Население — 4261 человек (2021).
Основан как посёлок Красный Камышанник (Красный Камышаник) в 1946 году.

## История
После ликвидации Калмыкии отгонные пастбища Чёрных земель стали использоваться хозяйствами Ставропольского края, Астраханской области, Дагестана и других регионов. В связи с этим нагрузка на пастбища резко увеличилась. Вместе с тем выросло и население этих мест. В 1946 году на Чёрных землях вырос новый посёлок под названием Красный Камышанник. Тогда же был основан одноимённый совхоз Ставропольского края.
28 августа 1951 года в составе Ставропольского края был образован Черноземельский район с центром в посёлке Красный Камышанник.
В 1957 году посёлок стал центром Черноземельского района вновь образованной Калмыцкой автономной области. Вскоре посёлок Красный Камышанник указом Президиума Верховного Совета РСФСР от 12 января 1957 года был переименован в посёлок Комсомольский.
Постановлением Президиума Верховного Совета Калмыцкой АССР от 30 апреля 1992 года рабочий посёлок Комсомольский отнесён к категории сельских населённых пунктов.

## Физико-географическая характеристика
Посёлок расположен в 191,5 км к юго-востоку-востоку от Элисты, в пределах Прикаспийской низменности. Транспортный узел местного значения — пересечение автодорог республиканского значения Яшкуль- Комсомольский -Артезиан и Минеральные Воды-Будённовск-Лагань (Р263). С юго-востока посёлок обходит объездная дорога.
Климат
Климат Комсомольского резко континентальный (согласно классификации климатов Кёппена — семиаридный BSk). Лето жаркое, сухое, зима малоснежная, короткая. Самый тёплый месяц — июль (средняя месячная температура воздуха +25,5˚С). Абсолютный максимум в отдельные годы достигает +41 С. Самый холодный месяц — январь со среднемесячной температурой −5,1˚С. Абсолютный минимум опускается до −33˚С. Среднегодовая температура воздуха положительная и равна +9,9˚С. Сумма осадков за тёплый период составляет 153—178 м.м. (с апреля по октябрь), а испаряемость за этот же период равна 806—1031 мм, то есть в 2-3 раза выше осадков.
| Показатель                    | Янв. | Фев. | Март | Апр. | Май  | Июнь | Июль | Авг. | Сен. | Окт. | Нояб. | Дек. | Год  |
| ----------------------------- | ---- | ---- | ---- | ---- | ---- | ---- | ---- | ---- | ---- | ---- | ----- | ---- | ---- |
| Средний суточный максимум, °C | −1   | 0,0  | 6,1  | 16,8 | 23,9 | 28,6 | 31,0 | 30,1 | 23,9 | 15,3 | 7,3   | 2,0  | 15,3 |
| Средняя температура, °C       | −4,4 | −3,7 | 1,9  | 11,0 | 17,9 | 22,6 | 25,0 | 23,9 | 18,0 | 10,3 | 3,8   | −0,9 | 10,4 |
| Средний суточный минимум, °C  | −7,7 | −7,4 | 2,2  | 5,2  | 11,9 | 16,6 | 19,1 | 17,7 | 12,1 | 5,3  | 0,3   | −3,8 | 6,0  |
| Норма осадков, мм             | 15   | 14   | 16   | 19   | 32   | 35   | 29   | 27   | 25   | 19   | 20    | 19   | 270  |
| Источник:                     |      |      |      |      |      |      |      |      |      |      |       |      |      |

## Население
| 1959  | 1970  | 1979  | 1989  | 1990  | 2000  | 2002  |
| ----- | ----- | ----- | ----- | ----- | ----- | ----- |
| 2259  | ↗4213 | ↘3529 | ↗4050 | ↘3824 | ↗4767 | ↘3983 |
| 2005  | 2010  | 2011  | 2012  | 2021  |       |       |
| ↗4492 | ↗4525 | ↗4872 | ↗5099 | ↘4261 |       |       |

Национальный состав
Согласно результатам переписи 2002 года большинство населения посёлка составляли калмыки (81 %)

## Социальная сфера
В посёлке функционируют 2 общеобразовательных учреждения — гимназия имени Б. Басангова и средняя школа № 1, 3 детских сада — «Торга», «Байр» и «Нарн», расположена центральная районная больница им. У. Душана, действуют районный дом культуры, поселковая библиотека, детская музыкальная школа, детская библиотека.

## Достопримечательности
- Хурул. Автор проекта — архитектор В. Б. Гиляндиков. Открыт в 2004 году. Периметр основания хурула составляет квадрат 18 на 18 м, высота −15м[14].
- Ступа Даши Гоманг (в переводе с тибетского — «Множество дверей счастья»)[15].
- Памятник «Скорбящая мать»
- Памятник «Белый старец»

## Известные уроженцы
- Манджиев, Аркадий Наминович (1961—2022) — советский и российский композитор, исполнитель песен, заслуженный деятель искусств Калмыкии, автор гимна Калмыкии
- Семёнов, Мингиян Артурович (род. 1990) — российский спортсмен, мастер спорта России, бронзовый призёр олимпийских игр 2012 года по греко-римской борьбе